# Laguna de La Encañizada
Laguna de La Encañizada är en lagun i Spanien.   Den ligger i regionen Katalonien, i den östra delen av landet, 260 km öster om huvudstaden Madrid. Laguna de La Encañizada ligger 1 345 meter över havet. Omgivningarna runt Laguna de La Encañizada är i huvudsak ett öppet busklandskap.